# 提川市
もしかして
- 堤川市

ではありませんか？